# Aluísio Ferreira

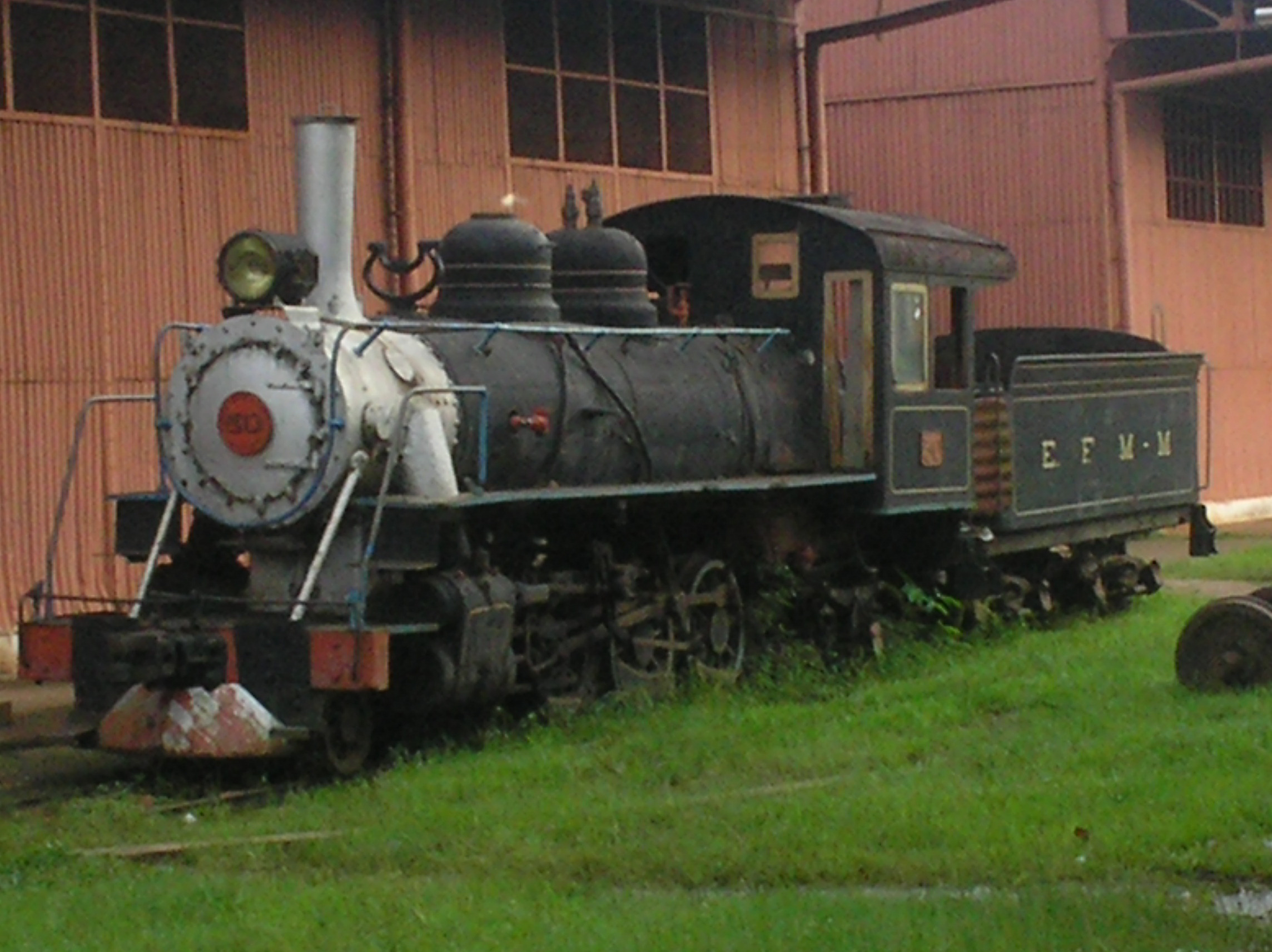
Ferreira tornou-se subchefe do posto telegráfico de Santo Antônio, onde há uma estação da Ferrovia Madeira-Mamoré, em 1929.

Aluísio Pinheiro Ferreira (Bragança, 11 de maio de 1897 — Rio de Janeiro, 1980) foi um militar e político brasileiro que nacionalizou a Ferrovia Madeira-Mamoré e atuou para a criação do então Território Federal do Guaporé (atual estado de Rondônia), sendo seu primeiro governador entre 1943 e 1946.

## Biografia
Filho de Raimundo Nazeazeno Ferreira e Melquíades (Sinhá) Pinheiro Ferreira. Ingressou na Escola Militar do Realengo, no Rio de Janeiro, em 1916, onde permaneceu até 1921, quando recebeu o posto de aspirante a oficial de artilharia. Contemporâneo dos tenentistas, com o fracasso da Revolução de 1924 no Amazonas, alguns revolucionários internaram-se na região do Vale do Rio Madeira para não se entregarem aos legalistas, enquanto o segundo-tenente Aluísio Ferreira fugiu para o Vale do Rio Guaporé onde, em Guajará-Mirim, trabalhou no Seringal Laranjeira, de Américo Cassara. Nesse local, Ferreira trabalhou durante algum tempo na coleta da seringa, na preparação das pélas e na administração do barracão. Aproveitando a oportunidade que se oferecia, ele, um descendente dos índios caetés, iniciou estudos sobre os indígenas regionais, notadamente os Makurape da região entre o rio Corumbiara e Branco. Em 1928 apresentou-se às autoridades militares de Belém onde ficou preso por sete meses, sendo julgado e absolvido.
Posto telegráfico de Santo Antônio do Rio Madeira Da prisão, Ferreira escreveu ao General Rondon, expondo o resultado de suas pesquisas sobre os indígenas do Guaporé e, ao ser libertado, encontrou-se com o sertanista que o convidou para assumir a subchefia do posto telegráfico de Santo Antônio do Rio Madeira (a 6 km de Porto Velho), cuja chefia pertencia ao Tenente Emanuel Amarante. Tendo já servido como militar no Norte e no Centro-Oeste e participado da Revolução de 1924, em 1930 já estava integrado à vida política da região, tendo contato através de suas atividades, com os centros urbanos de Belém e Manaus. Com a eclosão da Revolução de 1930, Aluísio seguiu para Belém onde estava sendo cogitado para interventor do estado do Pará. Contudo, o cargo foi preterido pelo Tenente Joaquim Barata que assumiu o cargo. Aluísio, então, retornou a Santo Antônio do Rio Madeira e à chefia do posto telegráfico, cujas atribuições o obrigavam a percorrer os rios e sertões da região que viria a ser Rondônia.

### Poder político
Seu passado como revolucionário, ligado ao movimento tenentista, dava-lhe credenciais junto ao governo provisório de Getúlio Vargas. De sua condição de líder revolucionário ligado ao movimento vitorioso de 1930, valeu-se Aluísio para fazer a defesa do marechal Rondon, então acusado de corrupção administrativa por lideranças revolucionárias do porte de Juarez Távora que, como Aluísio, era ex-aluno da Escola Militar do Realengo. Da mesma maneira, valendo-se de sua condição de revolucionário, o tenente Aluísio conseguiu impedir a derrubada dos postes na linha telegráfica Cuiabá/Porto Velho/Guajará-Mirim.

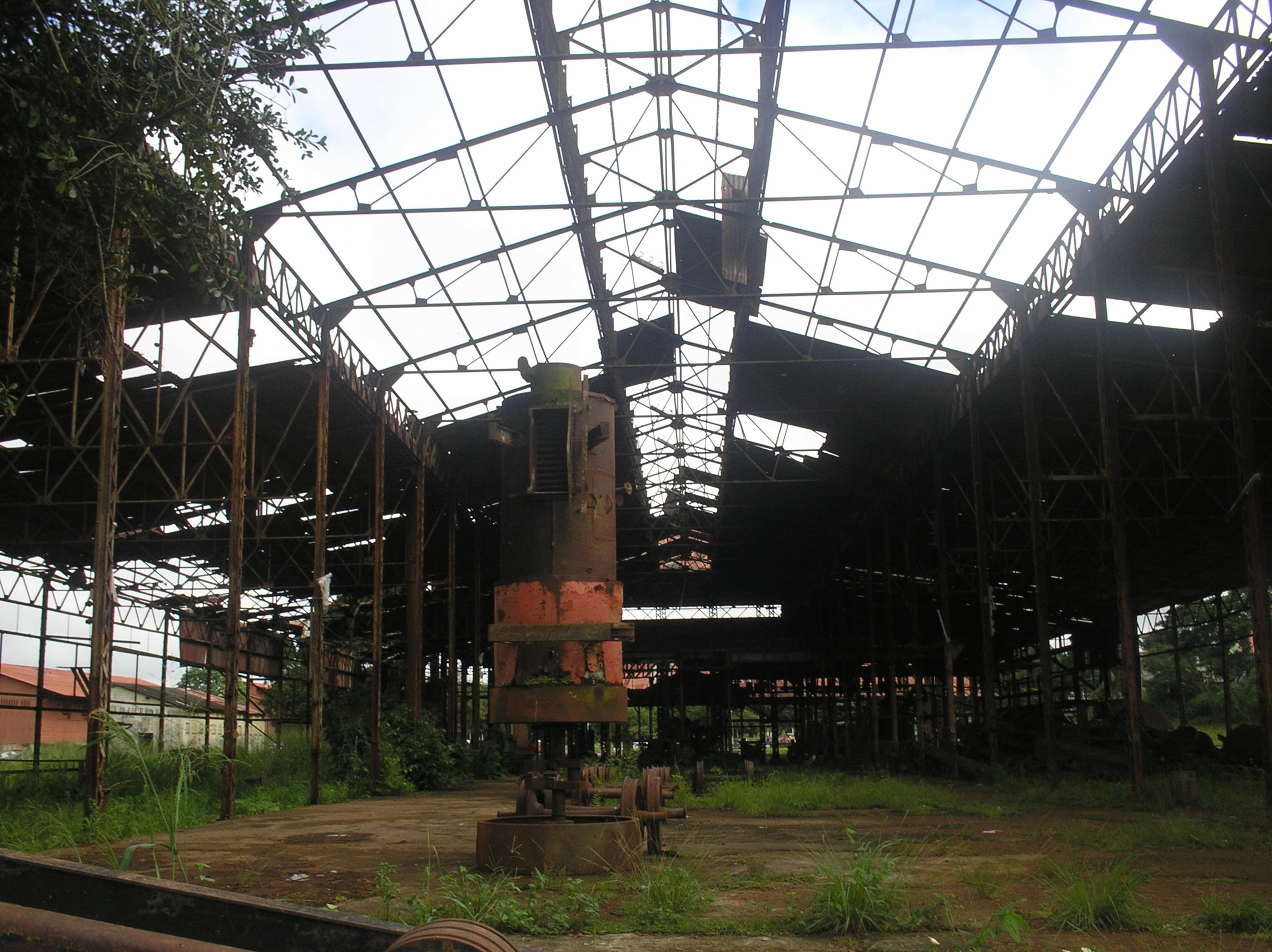
Aluísio Ferreira impediu o sucateamento da Ferrovia Madeira-Mamoré quando a empresa que a administrava ameaçou falir.

### Crise da borracha
Com a crise da borracha e a Grande Depressão de 1929, a Madeira-Mamoré Railway Company (administradora da Ferrovia Madeira-Mamoré) entrou em colapso tendo que demitir diversos funcionários. Aluísio comprometeu-se, em nome do Governo Nacional, a contribuir com trinta contos de réis mensais para salvar a companhia. Apesar da ajuda, a ferrovia teve seu tráfego suspenso. Aluísio comunicou-se com o ministro de Viação, José Américo de Almeida, que lhe deu liberdade para agir. Em ato contínuo, ocupou a ferrovia, dando início ao processo de nacionalização, concretizado em 10 de julho de 1931, através do decreto lei nº 20.200, assinado pelo presidente Getúlio Vargas.

### Território Federal do Guaporé
Em 1936, Aluísio faz um discurso sobre "Uma obra nacionalista no Oeste do Brasil: a rodovia Amazonas/Mato Grosso" em que defende a implantação de um território englobando parte das terras dos dois estados.
Já em 1939, o Conselho de Segurança Nacional sugere ao presidente Getúlio Vargas a criação de territórios federais ao longo das regiões desabitadas do país. Aluísio Ferreira sugeriu o nome de Rondônia ao território projetado para o alto rio Madeira, e que a capital seja na cidade de Porto Velho, com o nome de Caiari, em homenagem ao nome indígena do rio Madeira.
Pelo decreto-lei 5.812 de 13 de setembro de 1943, o presidente Getúlio Vargas juntou terras dos estados do Amazonas e do Mato Grosso, criando o Território Federal do Guaporé, com quatro municípios. O general Rondon, supostamente por desavenças com os revolucionários de 1930, rejeitou a proposta de ser seu patrono. No dia 24 de novembro daquele ano, o coronel Aluísio Ferreira tomou posse na capital federal Rio de Janeiro, como primeiro governador do recém-criado território. D. Bento Aloisio Masella, núncio apostólico do Vaticano no Brasil, desigou como padroeira do território Nossa Senhora de Nazaré. Somente em 24 de janeiro de 1944 é que Aluísio assumiu o governo e instalou o território, em ato no Colégio Barão do Solimões na capital do território.

### Brigas políticas
O governador Aluísio Ferreira voltou a discursar no Rio de Janeiro em 31 de outubro de 1944, onde defendeu a criação do estado do Guaporé. Seu governo foi até 1946, quando foi eleito como primeiro deputado federal do Guaporé, reeleito em 1950 e, depois, eleito novamente em 1958. Ele foi líder do grupo apelidado pelos seus adversários políticos de "cutubas".
Em 1954 foi fundado o jornal "O Guaporé", de propriedade do ex-governador. Os diretores do jornal eram todos filiados ao Partido Trabalhista Brasileiro (PTB), e sua linha estava voltada para a sustentação política do governo de Getúlio Vargas e do governador Paulo Nunes Leal.
Em 1956, o deputado federal Joaquim Rondon (eleito em 1954 e adversário político de Aluísio Ferreira) iniciou a elaboração do projeto de lei que mudou de Guaporé para Rondônia o nome do território. Cutubas ligados ao ex-governador, protestam em Guajará-Mirim e Porto Velho contra o projeto de lei que mudou o nome do território. O deputado Joaquim Vicente Rondon passou o projeto de lei ao deputado federal do Amazonas (mas nascido em Santo Antônio, Mato Grosso) Áureo Melo, para que apresentasse o projeto. Em 17 de fevereiro de 1956, Aluízio sofreu uma grande derrota política quando o presidente Juscelino Kubitschek assinou a lei 2.731 mudando o nome de Território Federal do Guaporé para Território Federal de Rondônia, homenagem ao marechal Cândido Mariano da Silva Rondon.
Aluísio morreu aos 83 anos, no Rio de Janeiro.

## Homenagem
Por ter sido um dos precursores da emancipação de Rondônia, o estado rendeu homenagens a Aluísio Ferreira. Em Porto Velho, o maior estádio da cidade e uma das praças principais levam o seu nome.
A Ordem De Molay, patrocinada pela maçonaria, homenageou o senhor feudal do Guaporé nomeando um de seus capítulos como Capítulo Aluízio Pinheiro Ferreira n. 405, localizado na Cidade de Porto Velho (RO) e patrocinado pela Loja Maçônica Estudo e Trabalho n. 1461, do Grande Oriente do Brasil (GOB).
Na cidade de Rolim de Moura recebeu uma homenagem ao nomearem uma escola estadual como Coronel Aluízio Pinheiro Ferreira.